# Barranc de la Jona
El Barranc de la Jona és un barranc del terme municipal d'Isona i Conca Dellà, que té l'origen en l'antic terme de Benavent de la Conca, a l'enclavament de Montadó. Després davalla cap a la Noguera, en el terme municipal d'Artesa de Segre. Tanmateix, gairebé tot el seu recorregut superior és termenal entre els dos municipis esmentats.
El barranc es forma just en el Coll de Comiols, al costat de migdia, des d'on davalla cap al sud-est, resseguint pel costat de migdia tota la Serra de Comiols. Just en entrar en contacte amb l'enclavament de Montadó rep per la dreta primer el barranc de la Font de la Sarga, després el de la Font dels Cóms, i després el del Serrat de Sant Miquel.
En havent sortir del terme municipal d'Isona i Conca Dellà, a l'enclavament de Montadó, canvia aviat de nom, i diverses vegades: en primer lloc és el barranc del Gramenet, i després el barranc de Fontfreda.